# جنبش جلیقه‌زردها
جنبش جلیقه‌زردها (فرانسوی: Le Mouvement des Gilets jaunes‎) یک جنبش اعتراضی با مرکزیت پاریس فرانسه است که به سرعت به کشورهای دیگری همچون بلژیک، هلند و عراق گسترش یافت. که در روز شنبه ۱۷ نوامبر ۲۰۱۸ شروع شد. جلیقه‌زردها با مسدود کردن جاده‌ها باعث هرج و مرج ترافیکی شدند. این تظاهرات در اعتراض به افزایش قیمت سوخت و مالیات‌ها به وجود آمد. بعدها اعتراضات به سیاست‌های کلی دولت امانوئل مکرون سوق پیدا کرد و عده‌ای خواستار استعفا وی شدند. به گفته روزنامه‌های فرانسوی، جلیقه‌زردها، حکومت را در مقابل نوعی از بحران قرار داده‌اند که در فرانسه سابقه تاریخی ندارد. این جنبش اعتراضی که نَه رهبری معینی دارد و نَه سازماندهی آشکاری که بتوان معرفی کرد و با آن به مذاکره پرداخت؛ توان سازمان دهی تظاهرات ۲۹۰ هزار نفری ۱۷ نوامبر را دارد. دور جدید اعتراض‌ها در هفته دوم ماه ژانویه ۲۰۱۹ شروع شد و بنابر برخی گزارش‌ها تعداد معترضان در ۱۲ ژانویه به ۸۴ هزار تن در سراسر فرانسه می‌رسید.

## آغاز
پریسیلیا لودوسکی، زن راننده جوان ۳۲ ساله، که در یکی از حومه‌های دور پاریس زندگی می‌کند، ماه مه برای کاهش قیمت سوخت در پمپ بنزین‌های فرانسه کمپین و توماری روی اینترنت منتشر کرد و از مردم خواست آن را امضا کنند. او در درخواست خود نوشته بود قیمت بنزین و گازوئیل به‌طور مرتب از طرف دولت افزایش می‌یابد. این درخواست اینترنتی لودوسکی اما تا ماه اکتبر ۲۰۱۸ توجه کسی را جلب نکرد. تا اینکه در ۲۲ ماه اکتبر روزنامه پاریزین گزارشی دربارهٔ این اقدام راننده منتشر کرد. پس از این گزارش شمار زیادی این درخواست کاهش قیمت سوخت را امضا کردند. هم‌زمان شماری از کاربران فیس‌بوک، برای حمایت از این خواست، گروهی با عنوان بلوکاژ ملی مخالف افزایش قیمت سوخت تشکیل دادند. برخی شهروندان هم به صورت خودجوش گروه‌های محلی سازماندهی کردند. شماری از کشاورزان هم در شبکه‌های اجتماعی فیلم‌ها و کلیپ‌هایی از خودشان منتشر کردند و در آن از شرایط سختی زندگی‌شان گفتند.
قیمت سوخت دیزل در سال ۲۰۱۸، در فرانسه ۱۶٪ رشد داشته است. افزایش قیمت سوخت بنزین و سوخت دیزل و همزمان با برنامه‌ریزی برای افزایش مالیات در سال ۲۰۱۹ مردم را خشمگین کرده است. رئیس‌جمهور فرانسه، امانوئل مکرون، فشار خشم معترضان را به خاطر گسترش سیاست‌هایی که تحت دولت فرانسوا اولاند اجرا شده است، تحمل می‌کند.

## جلیقه زرد
بر اساس قانون فرانسه که در سال ۲۰۰۸ تصویب شد، در تمام خودروهای این کشور باید یک جلیقه زرد وجود داشته باشد تا اگر مشکل و خرابی برای آن خودرو پیش آمد راننده با پوشیدن این جلیقه منتظر کمک بماند. خودروهای فاقد این جلیقه ۱۵۳ دلار جریمه می‌شوند.

## سازماندهی
جلیقه‌زردها هیچ رهبری ندارند و در شبکه‌های اجتماعی همدیگر را پیدا می‌کنند و مرکز هماهنگ آنان همین شبکه‌های اجتماعی است. سایت‌هایی مانند فیسبوک، توئیتر از جمله شبکه‌های اجتماعی هماهنگی این جنبش است.

## تظاهرات
تظاهرات در ۱۷ نوامبر ۲۰۱۸ با جذب ۳۰۰ هزار نفر از اطراف فرانسه شروع شد. معترضان موانع را ساختند و خیابان‌ها را مسدود کردند. تظاهرات در ۴ روز آینده با کاهش تعداد ادامه داشت و حدود ۱۰ هزار نفر در روز ۲۰ نوامبر هنوز در مسدود کردن جاده‌ها حضور داشتند.
دامنه تظاهرات به بلژیک هم کشیده شده است و مردم معترض در این کشور نیز به اعتراض علیه گرانی قیمت سوخت در این کشور برخاستند. همچنین کم‌تر از یک ماه پیش از سالگرد آغاز انقلاب مصر، فروش جلیقه‌های زرد در این کشور با محدودیت و نظارت پلیس مواجه شد.
اعتراضات جلیقه‌زردها برای ششمین هفته در فرانسه ادامه یافت و معترضان در ۲۰۰ نقطه این کشور از جمله در گذرگاه‌های مرزی با کشورهای بلژیک، ایتالیا، اسپانیا و آلمان تجمع و اقدام به بستن مسیر تردد تریلی‌ها کردند. این تظاهرات در پاریس که مانند گذشته در خیابان شانزلیزه صورت گرفته بود، با مداخله شدید پلیس مواجه شد و بنابر اعلام وزارت کشور فرانسه در جریان اعتراضات این روز، ۱۴۲ نفر از تظاهرات‌کنندگان از جمله «اریک درو» از رهبران جلیقه‌زردها دستگیر شدند.
هفتمین شنبه اعتراضات جلیقه‌زردها در روز ۲۹ دسامبر با بسیج گستردهٔ معترضان در سراسر فرانسه از جمله شهرهای پاریس، مارسی، لیون، تولوز و بوردو ادامه یافت. در شهر مارسی شماری از خیابان‌ها بسته شدند و درگیری‌هایی در برخی شهرها از جمله پاریس، نانت و روئان میان پلیس و شماری از معترضان روی داد. در شهر مارسی نزدیک به هزار نفر ضمن تجمع در اطراف بنای «طاق پیروزی» شعار استعفای امانوئل ماکرون، رئیس‌جمهور فرانسه را سر داده و خواستار برگزاری همه‌پرسی شدند. دولت فرانسه پس از این اعتراضات تلاش برای تدوین قانونی داشت که نقاب زدن و خشونت در اعتراضات را ممنوع می‌کرد؛ و از افرادی که به تعبیر دولت «دردسرسازان» خطاب می‌شدند برای کسانی که اموالشان در اعتراضات نابود شده غرامت بگیرد.

## کشته‌شدگان
اعتراضات جلیقه‌زردها در فرانسه ۱۱ کشته برجای گذاشته و طی آن ۲۴۹۵ تن زخمی شده‌اند. (۵ نفر دچار قطع دست شدند، ۲۳ نفر چشم خود را از دست دادند و ۲۶۸ نفر جمجمه شان آسیب خورد)هزینه خسارت‌های وارده تا ۱٫۵میلیارد یورو، برآورد شده است.

## نتایج
افزایش اعتراض‌ها منجر به عقب‌نشینی دولت فرانسه در برابر معترضان شد. ادوار فیلیپ، نخست‌وزیر فرانسه در ۱۲ آذر ۱۳۹۷ اعلان کرد که دولت افزایش مالیات بر سوخت را برای شش ماه به حالت تعلیق می‌آورد به همچنین افزایش قیمت برق و گاز هم معلق می‌شود. همچنین اعلام کرد که از ۱۵ دسامبر ۲۰۱۸ تا آخر همان ماه دربارهٔ مالیات و هزینه‌های دولتی «مشاوره عمومی» انجام خواهد شد. امانوئل ماکرون در ۹ قوس/آذر ۱۳۹۷ در یک برنامه زنده وعده داد که حداقل حقوق ۱۰۰ یورو افزایش خواهد یافت و افزایش مالیات افراد بازنشستگان کم درآمد لغو می‌شود. همچنین کارفرمایان را موظف کرد که پاداشی معاف از مالیات به کارمندان خود بپردازد.

## سالگرد
دو تظاهرات بزرگ در ۲۱ نوامبر ۲۰۲۱ در فرانسه برگزار شد که در آن هزاران معترض برای جلوگیری از خشونت علیه زنان و سومین سالگرد جنبش جلیقه‌زردها راهپیمایی کردند.معترضان با حمل پلاکاردهای بنفش رنگ که روی آن نوشته شده بود «تجاوز جنسی را متوقف کنید» خیابان‌ها را پر کردند. آنها پلیس و قوه قضاییه را به دلیل کوتاهی در حمایت از قربانیان خشونت جنسی محکوم کردند و خواستار استعفای وزیر کشور جرالد دارونین شدند.

## نگارخانه

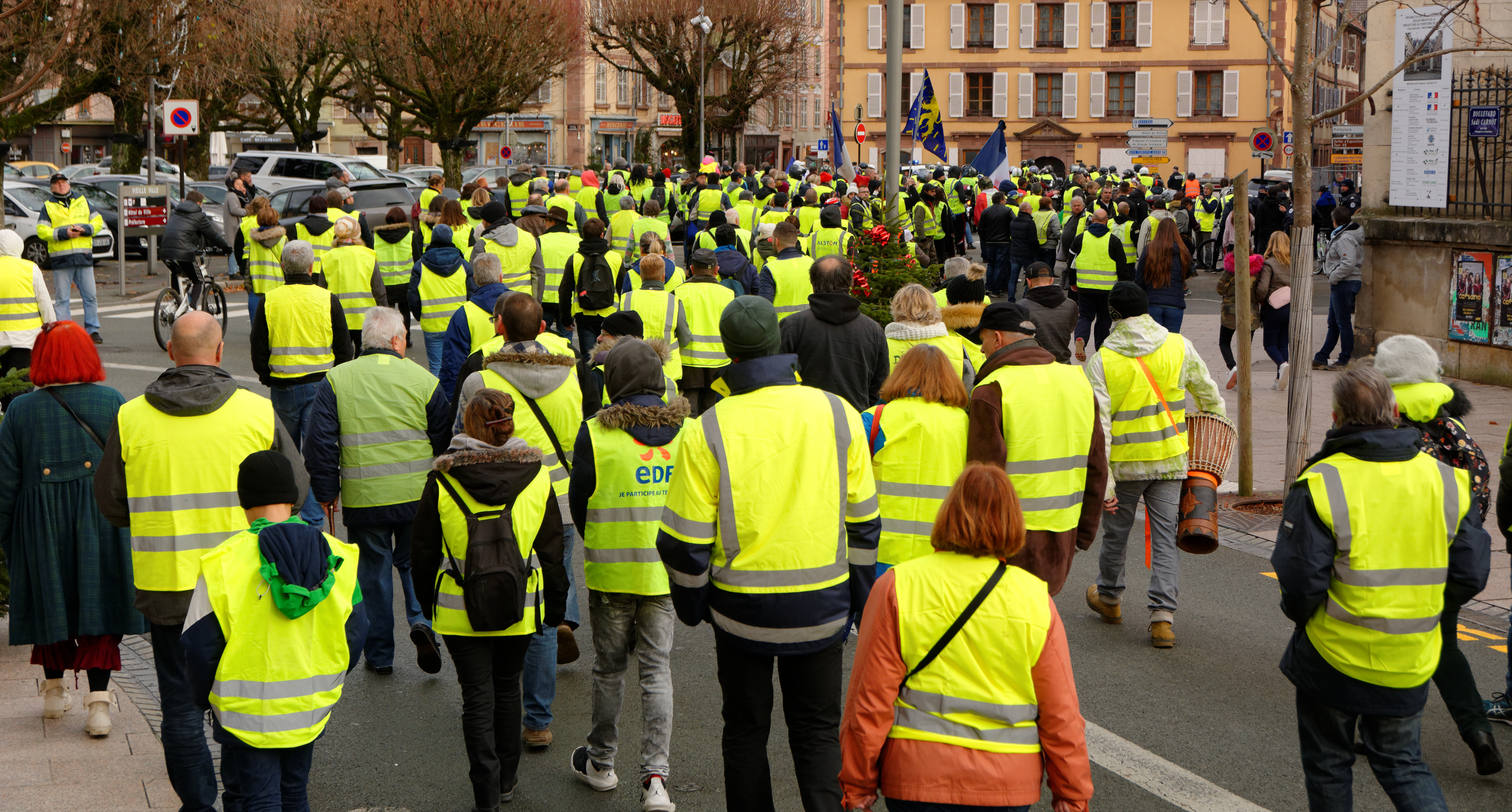
تجمع اعتراضی جلیقه‌زردها در بلفور، ۱ دسامبر ۲۰۱۸.
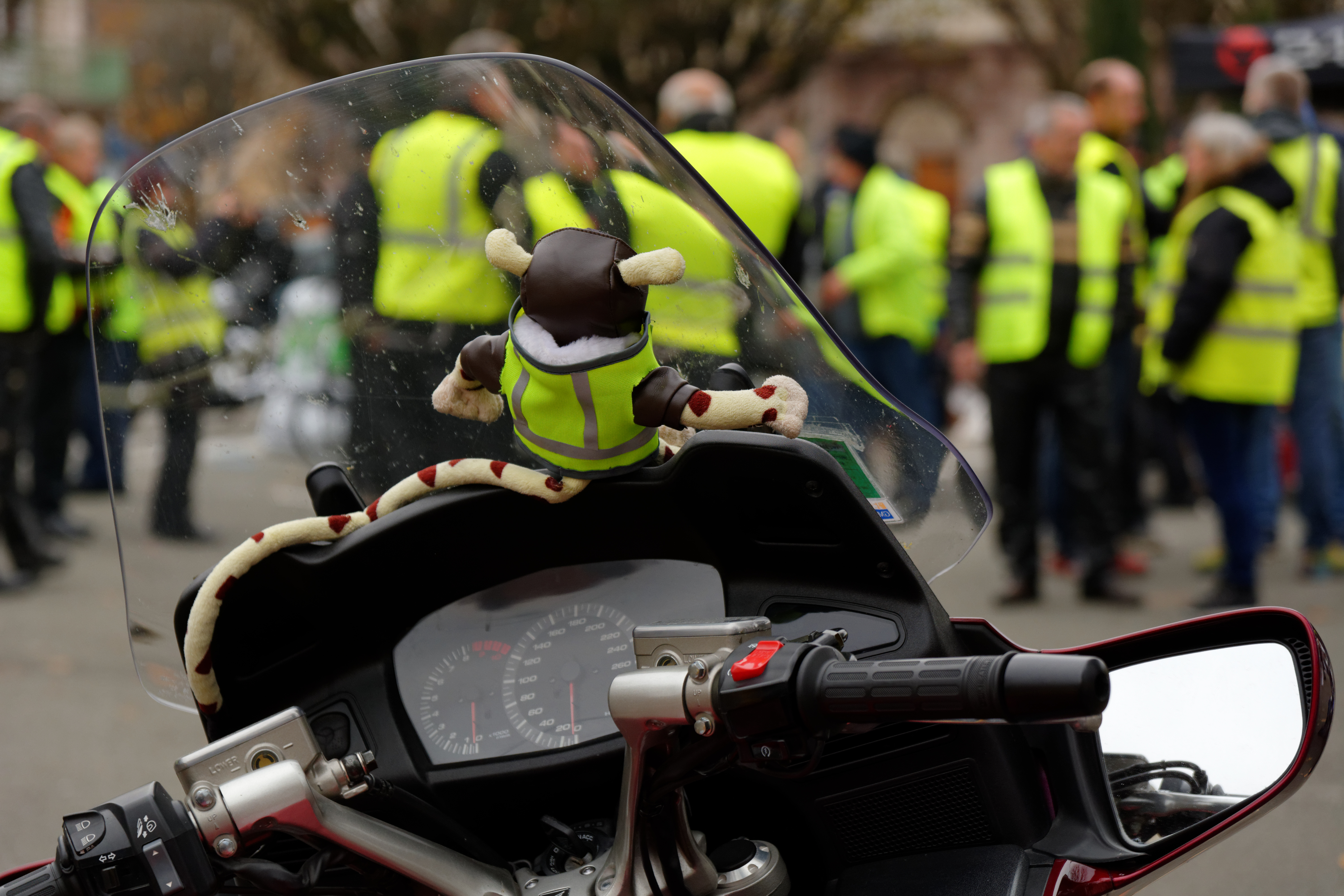
تجمع اعتراضی جلیقه‌زردها در میدان جمهوری شهر بلفور، ۱۷ نوامبر ۲۰۱۸.
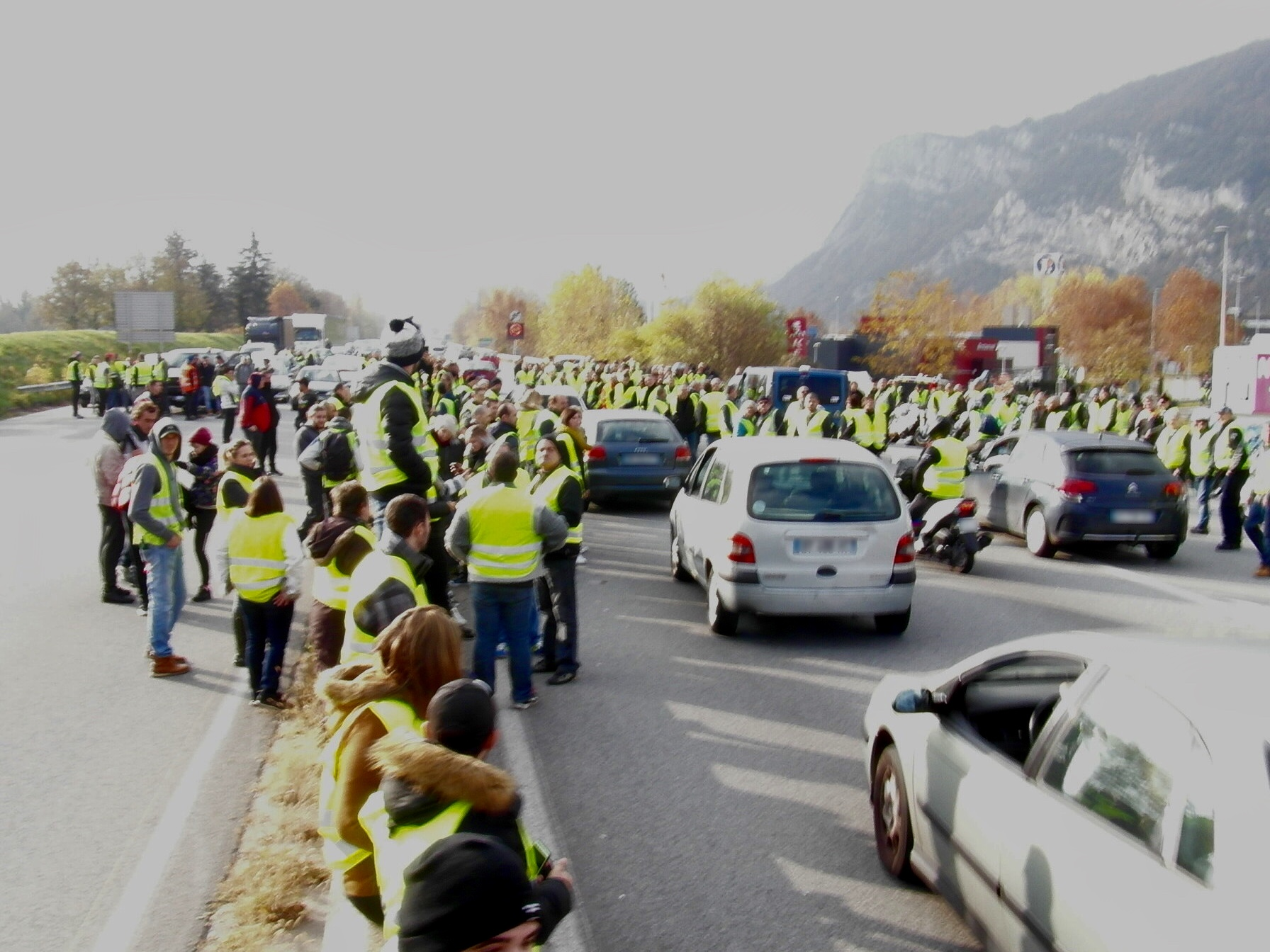
تجمع اعتراضی جلیقه‌زردها در اتوبان A51، ۱ دسامبر ۲۰۱۸.
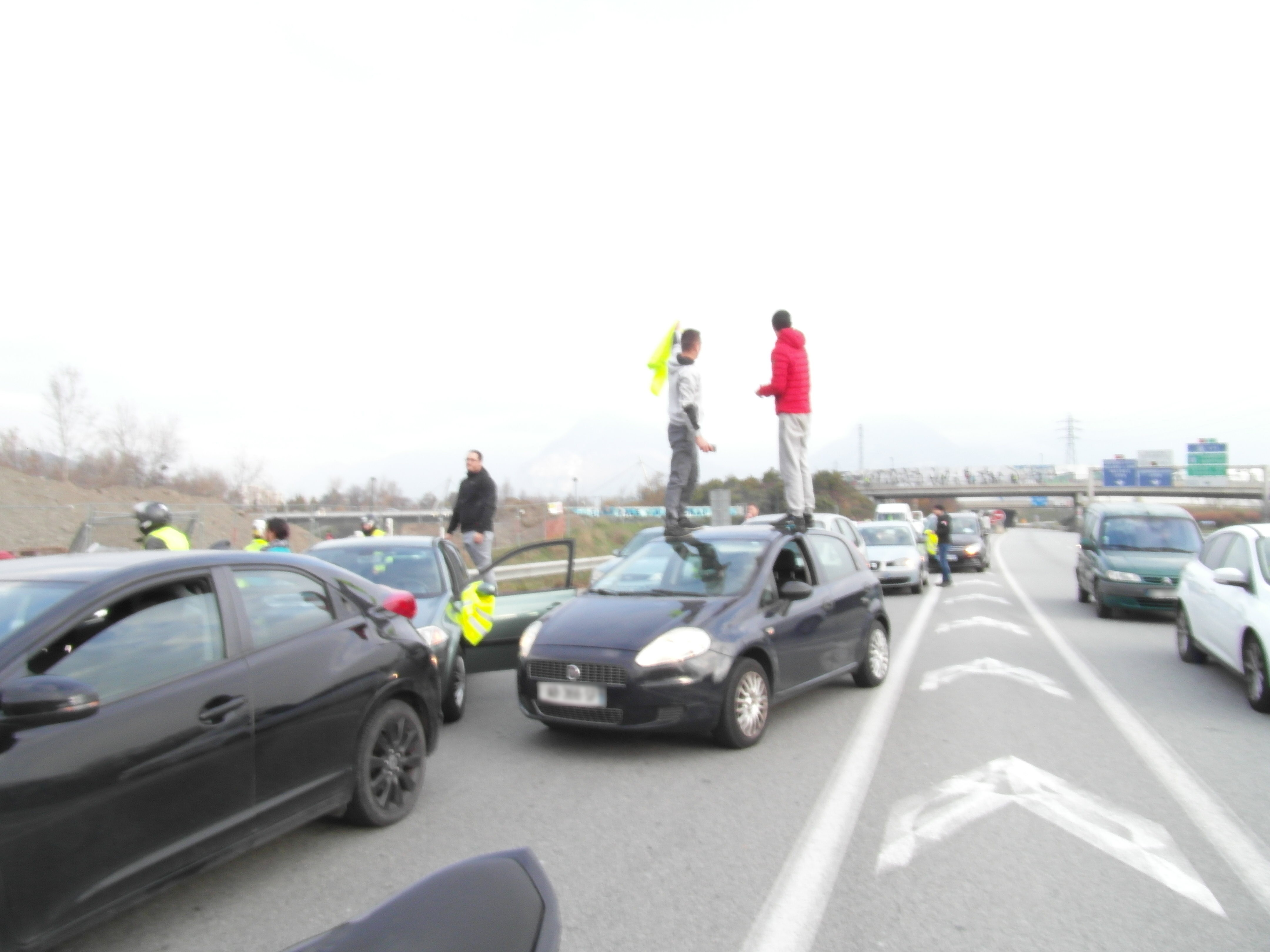
تجمع اعتراضی جلیقه‌زردها در اتوبان A51، ۱ دسامبر ۲۰۱۸.
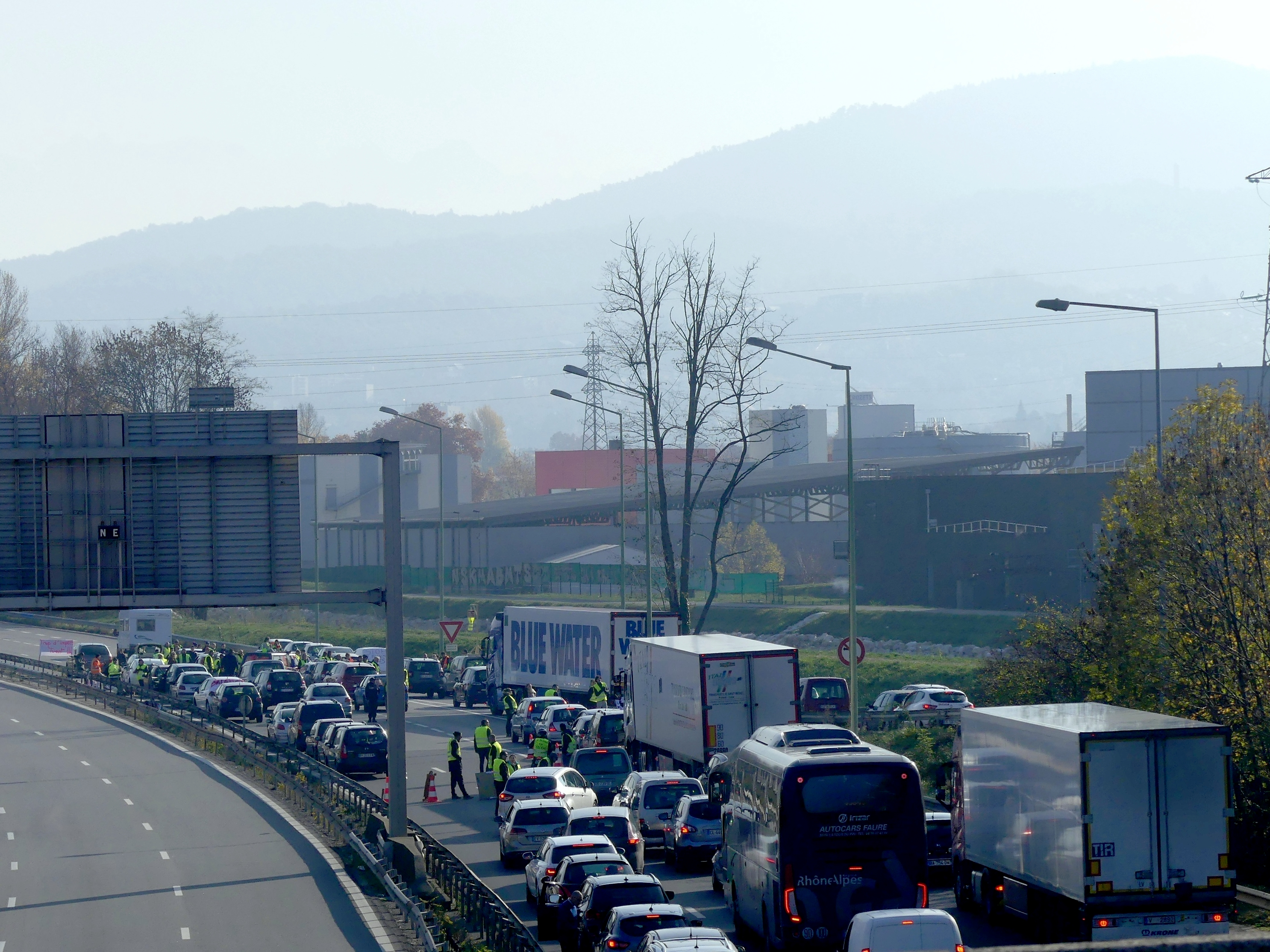
تجمع اعتراضی جلیقه‌زردها در شامبری، ۱ دسامبر ۲۰۱۸.
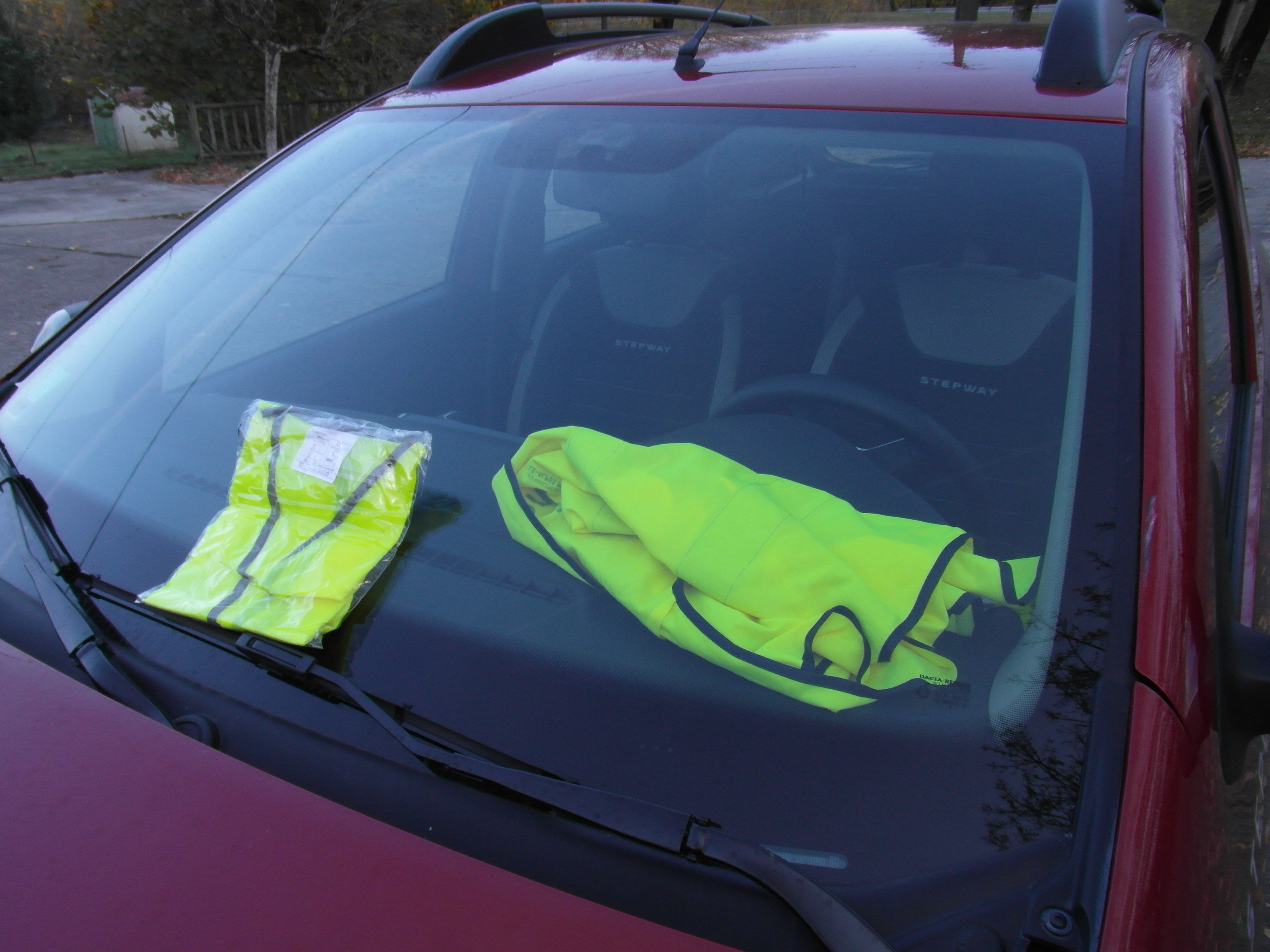
جلیقه‌های زرد.
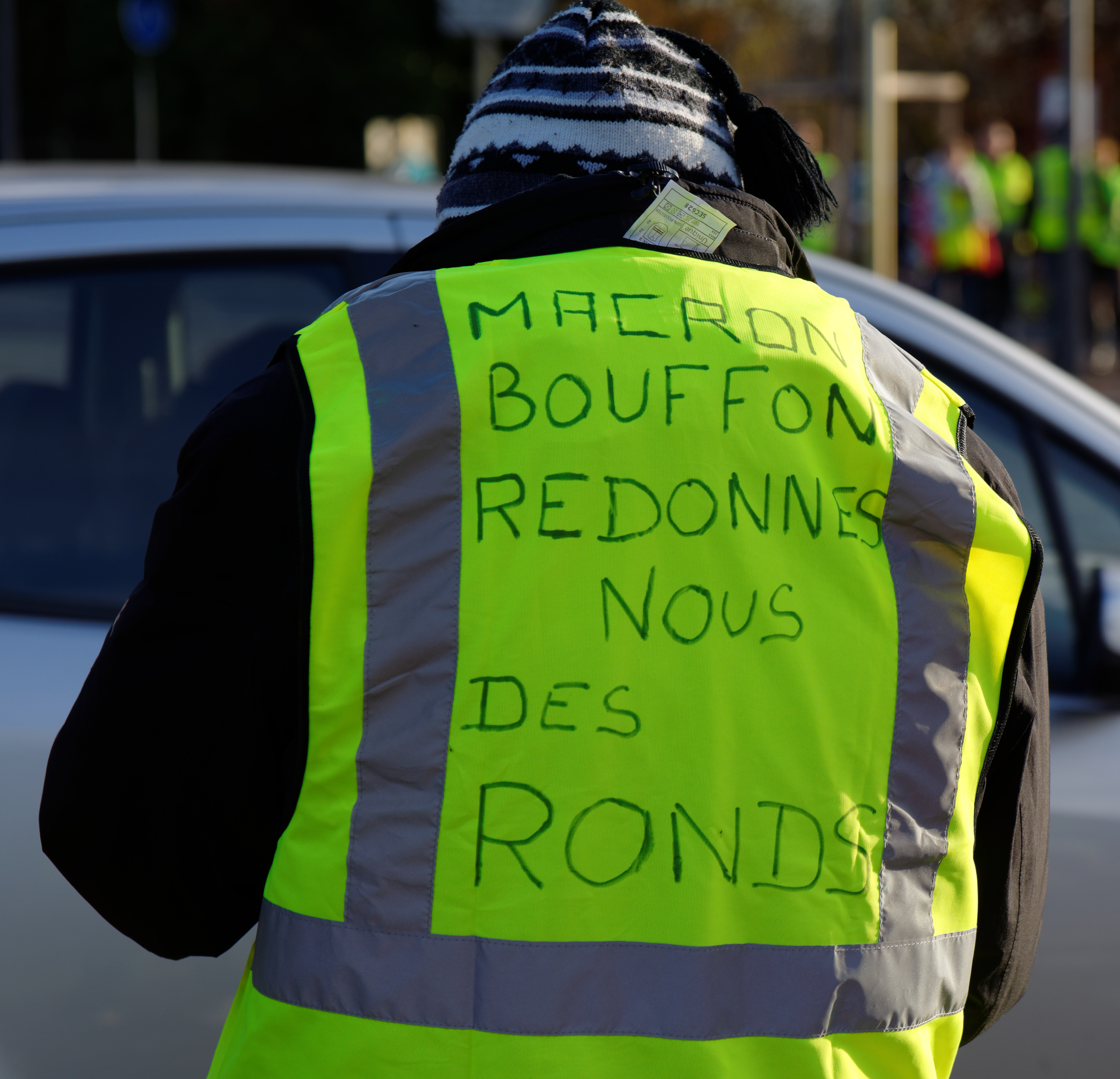
یکی از معترضان در تجمع.
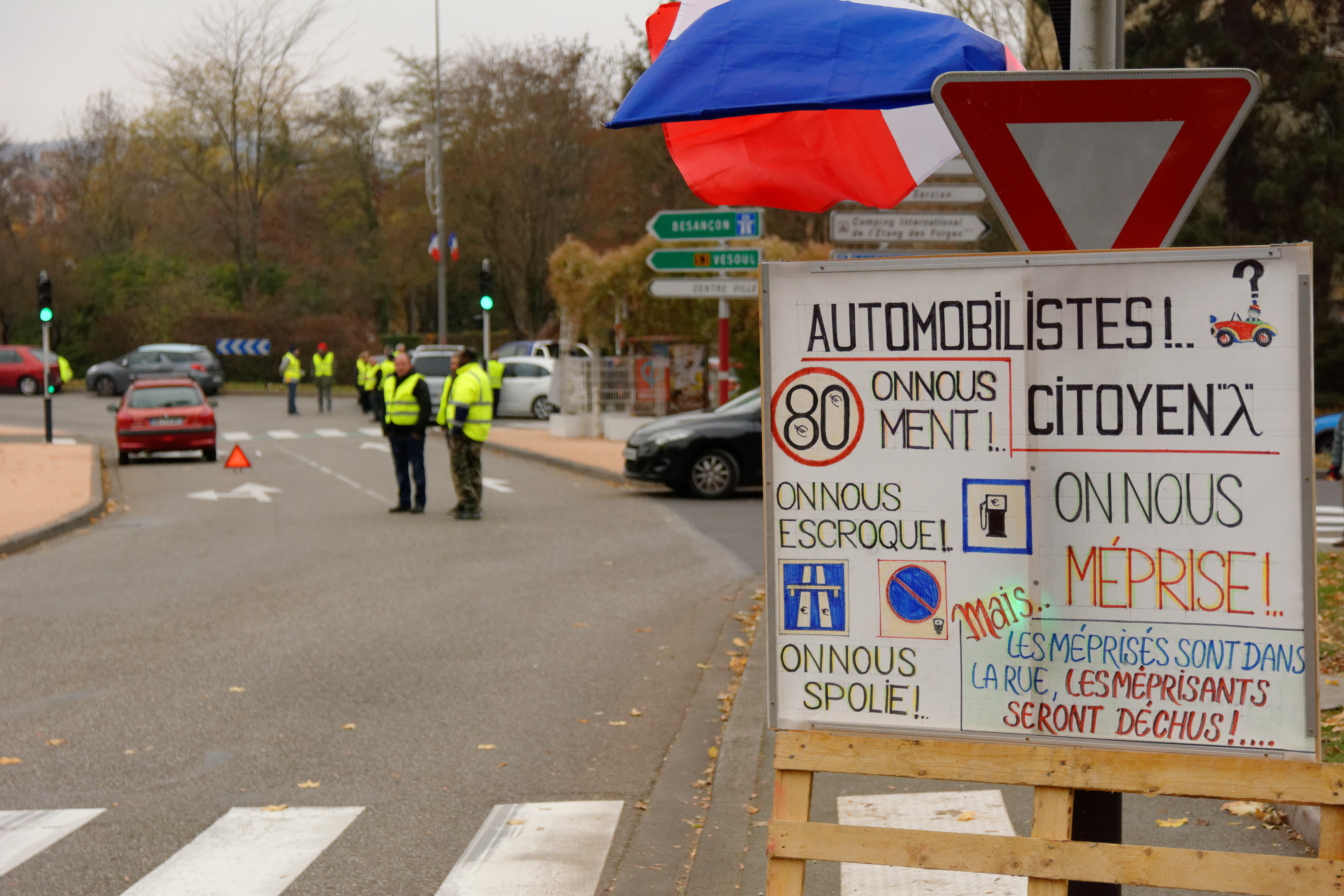
تجمع اعتراضی جلیقه‌زردها در میدان جمهوری شهر بلفور، ۱۷ نوامبر ۲۰۱۸.